# Вількув (Опольський повіт)
Вількув (пол. Wilków) — село в Польщі, у гміні Вількув Опольського повіту Люблінського воєводства.
Населення — 195 осіб (2011).

## Демографія
Демографічна структура станом на 31 березня 2011 року:
|          | Загалом | Допрацездатний вік | Працездатний вік | Постпрацездатний вік |
| -------- | ------- | ------------------ | ---------------- | -------------------- |
| Чоловіки | 102     | 26                 | 65               | 11                   |
| Жінки    | 93      | 13                 | 53               | 27                   |
| Разом    | 195     | 39                 | 118              | 38                   |